# 48 Гидры
48 Гидры (лат. 48 Hydrae), HD 122066 — одиночная звезда в созвездии Гидры на расстоянии приблизительно 194 световых лет (около 59,4 парсек) от Солнца. Видимая звёздная величина звезды — +5,773m. Возраст звезды определён как около 1,5 млрд лет.

## Характеристики
48 Гидры — жёлто-белая звезда спектрального класса F0, или F6V, или F7V. Масса — около 1,694 солнечной, радиус — около 2,991 солнечного, светимость — около 12,212 солнечной. Эффективная температура — около 6255 K.

## Планетная система
В 2019 году учёными, анализирующими данные проектов HIPPARCOS и Gaia, у звезды обнаружена планета HIP 68390 b.